# Theridion rothi
Theridion rothi är en spindelart som beskrevs av Claude Lévi 1959. Theridion rothi ingår i släktet Theridion och familjen klotspindlar. Inga underarter finns listade i Catalogue of Life.